# Natação no Campeonato Mundial de Esportes Aquáticos de 2013 - 400 m medley feminino
A prova dos 400 metros medley feminino da natação no Campeonato Mundial de Esportes Aquáticos de 2013 ocorreu no dia 4 de agosto no Palau Sant Jordi  em Barcelona.

## Recordes
Antes desta competição, os recordes mundiais e do campeonato nesta prova eram os seguintes:
| Tipo                  | Atleta         | Tempo   | Local   | Data                |
| --------------------- | -------------- | ------- | ------- | ------------------- |
|                       | Ye Shiwen      | 4:28.43 | Londres | 28 de julho de 2012 |
| Recorde do campeonato | Katinka Hosszú | 4:30.31 | Roma    | 2 de agosto de 2009 |

## Medalhistas
| Ouro                 | Prata                 | Bronze                 |
| Katinka Hosszú (HUN) | Mireia Belmonte (ESP) | Elizabeth Beisel (USA) |

## Resultados

### Eliminatórias
Esses foram os resultados das eliminatórias.
| Pos. | Bateria | Raia | Nadadora                  | Nacionalidade  | Tempo   | Notas            |
| ---- | ------- | ---- | ------------------------- | -------------- | ------- | ---------------- |
| 1    | 2       | 4    | Katinka Hosszú            | Hungria        | 4:32.72 | Q                |
| 2    | 2       | 5    | Mireia Belmonte           | Espanha        | 4:34.64 | Q                |
| 3    | 4       | 4    | Ye Shiwen                 | China          | 4:34.93 | Q                |
| 3    | 4       | 3    | Zsuzsanna Jakabos         | Hungria        | 4:34.93 | Q                |
| 5    | 4       | 5    | Hannah Miley              | Reino Unido    | 4:34.94 | Q                |
| 6    | 3       | 4    | Elizabeth Beisel          | Estados Unidos | 4:35.17 | Q                |
| 7    | 3       | 5    | Madeline Dirado           | Estados Unidos | 4:37.39 | Q                |
| 8    | 3       | 3    | Miyu Otsuka               | Japão          | 4:37.77 | Q                |
| 9    | 2       | 3    | Aimee Willmott            | Reino Unido    | 4:38.43 |                  |
| 10   | 3       | 7    | Chen Xinyi                | China          | 4:39.54 |                  |
| 11   | 3       | 2    | Alexa Komarnycky          | Canadá         | 4:39.94 |                  |
| 12   | 4       | 7    | Barbora Závadová          | Chéquia        | 4:41.88 |                  |
| 13   | 4       | 6    | Stefania Pirozzi          | Itália         | 4:42.33 |                  |
| 14   | 3       | 6    | Beatriz Gómez Cortés      | Espanha        | 4:42.78 |                  |
| 15   | 4       | 2    | Yana Martynova            | Rússia         | 4:44.03 |                  |
| 16   | 2       | 2    | Stina Gardell             | Suécia         | 4:44.50 |                  |
| 17   | 4       | 1    | Joanna Melo               | Brasil         | 4:44.55 |                  |
| 18   | 2       | 6    | Miho Takahashi            | Japão          | 4:45.70 |                  |
| 19   | 2       | 7    | Erika Seltenreich-Hodgson | Canadá         | 4:46.11 |                  |
| 20   | 4       | 0    | Susana Escobar            | México         | 4:47.18 | Recorde nacional |

| Ver o restante da classificação | Ver o restante da classificação | Ver o restante da classificação | Ver o restante da classificação | Ver o restante da classificação | Ver o restante da classificação | Ver o restante da classificação |
| Pos.                            | Bateria                         | Raia                            | Nadadora                        | Nacionalidade                   | Tempo                           | Notas                           |
| ------------------------------- | ------------------------------- | ------------------------------- | ------------------------------- | ------------------------------- | ------------------------------- | ------------------------------- |
| 21                              | 2                               | 8                               | Nguyen Thi Anh Vien             | Vietname                        | 4:47.60                         |                                 |
| 22                              | 3                               | 0                               | Rene Warnes                     | África do Sul                   | 4:48.11                         |                                 |
| 23                              | 4                               | 9                               | Samantha Lucie-Smith            | Nova Zelândia                   | 4:49.73                         |                                 |
| 24                              | 4                               | 8                               | Samantha Arevalo                | Equador                         | 4:50.03                         |                                 |
| 25                              | 3                               | 8                               | Victoria Kaminskaya             | Portugal                        | 4:52.12                         |                                 |
| 26                              | 2                               | 1                               | Hanna Dzerkal                   | Ucrânia                         | 4:53.34                         |                                 |
| 27                              | 1                               | 5                               | Zara Bailey                     | Jamaica                         | 4:54.14                         |                                 |
| 28                              | 1                               | 4                               | Siow Yi Ting                    | Malásia                         | 4:54.84                         |                                 |
| 29                              | 2                               | 0                               | Tanja Kylliainen                | Finlândia                       | 4:55.54                         |                                 |
| 30                              | 1                               | 3                               | Maria Far Núñez                 | Panamá                          | 5:14.48                         |                                 |
| 31                              | 3                               | 1                               | Ranohon Amanova                 | Uzbequistão                     | 99.99                           | DNS                             |

### Final
Esse foi o resultado da final. 
| Pos.              | Raia | Nadadora          | Nacionalidade  | Tempo   | Notas |
| ----------------- | ---- | ----------------- | -------------- | ------- | ----- |
| Medalha de ouro   | 4    | Katinka Hosszú    | Hungria        | 4:30.41 |       |
| Medalha de prata  | 5    | Mireia Belmonte   | Espanha        | 4:31.21 |       |
| Medalha de bronze | 7    | Elizabeth Beisel  | Estados Unidos | 4:31.69 |       |
| 4                 | 1    | Madeline Dirado   | Estados Unidos | 4:32.70 |       |
| 5                 | 2    | Hannah Miley      | Reino Unido    | 4:34.16 |       |
| 6                 | 6    | Zsuzsanna Jakabos | Hungria        | 4:34.50 |       |
| 7                 | 3    | Ye Shiwen         | China          | 4:38.51 |       |
| 8                 | 8    | Miyu Otsuka       | Japão          | 4:39.21 |       |

Legenda
| Recorde mundial       | Recorde mundial (World record)               |                       | Recorde africano                      | Recorde africano (African) |                                           | Q | Classificado por posição (Qualified) |
| Recorde do campeonato | Recorde do campeonato (Championship record)  | Recorde da América    | Recorde da América (Americas)         | q                          | Classificado por melhor tempo (Qualified) |   |                                      |
| Melhor marca do ano   | Melhor marca do ano (World leading)          | Recorde asiático      | Recorde asiático (Asian)              | DNS                        | Não largou (Did not start)                |   |                                      |
| Recorde nacional      | Recorde nacional (National record)           | Recorde europeu       | Recorde europeu (European)            | DNF                        | Não terminou (Did not finish)             |   |                                      |
| Recorde pessoal       | Recorde pessoal do atleta (Personal best)    | Recorde da Oceania    | Recorde da Oceania (Oceania)          | DSQ / DQ                   | Desclassificado (Disqualified)            |   |                                      |
| Recorde da temporada  | Recorde da temporada do atleta (Season best) | Recorde sul-americano | Recorde sul-americano (South America) | NM                         | Sem marca (No mark)                       |   |                                      |